# 태상 (남연)
태상(太上)은 중국 남연(南燕) 모용초(慕容超)의 연호이다. 405년 9월에서 410년 2월까지 4년 6개월 동안 사용하였다. 410년 월 동진(東晉)의 유유(劉裕)에 의해서 남연이 멸망하면서 폐지되었다.
같은 시기에 사용된 다른 연호로는 동진(東晉)에서 사용한 의희(義熙 : 405년 ~ 418년), 후연(後燕)에서 사용한 광시(光始 : 401년 ~ 406년), 건시(建始 : 407년), 후진(後秦)에서 사용한 홍시(弘始 : 399년 ~ 416년), 서진(西秦)에서 사용한 경시(更始 : 409년 ~ 412년), 북량(北凉)에서 사용한 영안(永安 : 401년 ~ 412년), 남량(南凉)에서 사용한 가평(嘉平 : 408년 ~ 414년), 서량(西凉)에서 사용한 건초(建初 : 405년 ~ 417년), 하(夏)에서 사용한 용승(龍昇 : 407년 ~ 413년), 북연(北燕)에서 사용한 정시(正始 : 407년 ~ 409년), 태평(太平 : 409년 ~ 430년), 북위(北魏)에서 사용한 천사(天賜 : 404년 ~ 409년), 영흥(永興 : 409년 ~ 413년)이 있다.

## 개원
건평(建平) 6년 9월 17일(405년 10월 25일)에 연호를 태상(太上)으로 개원함.

## 연대대조표
| 태상                | 원년            | 2년        | 3년             | 4년             | 5년                 | 6년        |
| 서력                | 405년           | 406년      | 407년           | 408년           | 409년               | 410년      |
| 육십간지 (六十干支) | 을사(乙巳)      | 병오(丙午) | 정미(丁未)      | 무신(戊申)      | 기유(己酉)          | 경술(庚戌) |
| 동진 (東晉)         | 의희(義熙) 원년 | 2년        | 3년             | 4년             | 5년                 | 6년        |
| 후연 (後燕)         | 광시(光始) 5년  | 6년        | 건시(建始) 원년 | -               | -                   | -          |
| 후진 (後秦)         | 홍시(弘始) 7년  | 8년        | 9년             | 10년            | 11년                | 12년       |
| 서진 (西秦)         | -               | -          | -               | -               | 경시(更始) 원년     | 2년        |
| 북량 (北凉)         | 영안(永安) 5년  | 6년        | 7년             | 8년             | 9년                 | 10년       |
| 남량 (南凉)         | -               | -          | -               | 가평(嘉平) 원년 | 2년                 | 3년        |
| 서량 (西凉)         | 건초(建初) 원년 | 2년        | 3년             | 4년             | 5년                 | 6년        |
| 하 (夏)             | -               | -          | 용승(龍昇) 원년 | 2년             | 3년                 | 4년        |
| 북연 (北燕)         | -               | -          | 정시(正始) 원년 | 2년             | 3년 태평(太平) 원년 | 2년        |
| 북위 (北魏)         | 천사(天賜) 2년  | 3년        | 4년             | 5년             | 6년 영흥(永興) 원년 | 2년        |

## 같이 보기
- 중국의 연호